# Roberto Mallari
Roberto Calara Mallari (ur. 27 marca 1958 w Masantol) – filipiński duchowny rzymskokatolicki, w latach 2012–2024 biskup San Jose de Nueva Ecija, od 2024 biskup Tarlac. 

## Życiorys
Święcenia kapłańskie przyjął 27 listopada 1982 i został inkardynowany do archidiecezji San Fernando. Był m.in. ojcem duchownym archidiecezjalnego seminarium duchownego, dyrektorem kurialnej komisji ds. życia i rodziny oraz sekretarzem komisji Episkopatu Filipin ds. rodzin.
14 stycznia 2006 papież Benedykt XVI mianował go biskupem pomocniczym San Fernando oraz biskupem tytularnym Erdonii. Sakry biskupiej udzielił mu 27 marca 2006 kard. Ricardo Vidal.
15 maja 2012 został mianowany biskupem diecezji San Jose de Nueva Ecija.
29 grudnia 2024 został przeniesiony przez papieża Franciszka na urząd biskupa diecezji Tarlac. 